# Margaryta Pesotska
Margaryta Volodymyrivna Pesotska (en ukrainien : Маргарита Володимирівна Песоцька ; née le 9 août 1991 à Kiev) est une pongiste ukrainienne. Elle se classe 83e joueuse mondiale en février 2024.

## Carrière
La mère de Margaryta Pesotska est une pongiste de niveau national en Union soviétique, et très tôt elle entraîne sa fille dans ce sport.
Margaryta Pesotska participe aux Jeux olympiques de 2008 en simple. Lors du tour préliminaire, elle s'impose face à la Kazakhe Marina Shumakova (4-0), avant de s'incliner au premier tour face à l'Espagnole Zhu Fang (4-1).
Elle a remporté à deux reprises le titre de championne d'Europe juniors en simple dames, en 2008 et 2009, ainsi ceux du double dames et de la compétition par équipes en 2008.
En 2009 toujours, elle obtient la médaille d'argent aux Championnats d'Europe organisés à Stuttgart, simplement battue en finale par l'Allemande Wu Jiaduo,.
Lors des Championnats d'Europe 2011, elle atteint cette fois les demi-finales, où elle s'incline face à l'Allemande Irene Ivancan, 4 manches à 1.
À novembre 2011, Margaryta Pesotska occupe la 59e place au classement mondial, soit la 17e position au niveau européen.
Le 27 juin 2015, elle se marie avec son petit ami Andrii Bratko. Elle est médaille de bronze par équipe au championnat d'Europe avec Tetiana Bilenko et Hanna Haponova.

## Palmarès
| Date | Compétition                   | Lieu           | Résultat       | Épreuve      |
| ---- | ----------------------------- | -------------- | -------------- | ------------ |
| 2008 | Championnats d'Europe juniors | Terni          | 1er            | Simple dames |
| 2008 | Championnats d'Europe juniors | Terni          | 1er            | Double dames |
| 2008 | Championnats d'Europe juniors | Terni          | 1er            | Par équipes  |
| 2009 | Championnats d'Europe juniors | Prague         | 1er            | Simple dames |
| 2009 | Championnats d'Europe         | Stuttgart      | 2e             | Simple dames |
| 2011 | Championnats d'Europe         | Gdansk         | Demi-finaliste | Simple dames |
| 2015 | Championnats d'Europe         | Iekaterinbourg | Demi-finaliste | Par équipes  |
| 2018 | Championnats d'Europe         | Alicante       | Finaliste      | Simple dames |
| 2021 | Championnats d'Europe         | Varsovie       | Demi-finaliste | Simple dames |